# Cyathea anacampta
Cyathea anacampta är en ormbunkeart som beskrevs av Arthur Hugh Garfit Alston. Cyathea anacampta ingår i släktet Cyathea och familjen Cyatheaceae. Inga underarter finns listade.